# 台南縣廢止與缺號鄉道列表
台南縣廢止與缺號鄉道列表列出台南縣境內截至2010年為止，廢止或缺號的鄉道主線編號詳細歷史資料及現況，點擊項次後即可展開顯示。
- 起訖點：義稠～下中
- 詳細起點：鹽水鎮義稠里義稠，接「縣道145號」（後整編為台19線），厚生橋南側。
- 詳細終點：鹽水鎮下中里下中，福王宮廟前。
- 里程：1.897k（1966年、1970年），1.900k（1976年）。
- 歷史沿革：

1. 1966年及1970年兩份鄉道資料中，起訖點皆為「急水溪～巷口」，里程數相同。
2. 1976年起訖點改為「下中～義稠」，里程調整為 1.900k。
3. 1983年本路線及「下中～番子寮」路段，整編南5線路線之中。

- 現況：路線尚存，為今南5線「義稠～下中」路段。現今詳細沿線路線概況，請參見「南5線」內資料介紹。

- 起訖點：急水溪～北門西（1966年及1970年），北門～頭港（1976年）。
- 詳細起點：

1. 1966年及1970年：北門鄉保吉村、玉港村及學甲鎮光華里三村交界處，急水溪南側排水線「學甲排水」南岸處。本鄉道起點連接另一條歷史鄉道「南11線」，亦接近該鄉道路線起點。
2. 1976年：北門鄉北門村，縣道171號叉路。此路口在縣道171號起點以東、里程數約 660 公尺處。

- 詳細終點：

1. 1966年及1970年：北門鄉北門村，縣道171號叉路。此路口在縣道171號起點以東、里程數約 660 公尺處，原為1966年～1975年間本鄉道終點。
2. 1976年：學甲鎮光華里新頭港，南1線及南1-1線叉路口附近。

- 里程：2.077k（1966年及1970年），4.797k（1976年）。
- 歷史沿革：

1. 1966年及1970年兩份鄉道資料中，起訖點皆為「急水溪～北門西」，里程數相同。
2. 1976年併入南11線「急水溪～舊頭港」段，起訖點改為「北門～頭港」，里程調整為 4.797k。
3. 1983年以後路線情況不明或已廢除，「北門～急水溪」段路線尚存，但「急水溪～頭港」段路線已消失或難以推測。

- 現況：未來部份路段將移做建設「台84線，東西向快速道路北門─玉井線」使用。

- 起訖點：急水溪～舊頭港（1966年及1970年），二港子～德安寮（1976年）。
- 詳細起點：

1. 1966年及1970年：北門鄉保吉村、玉港村及學甲鎮光華里三村交界處，急水溪南側排水線「學甲排水」南岸處，本鄉道連接另一條歷史鄉道「南8線」，亦接近該鄉道路線起點。
2. 1976年：學甲鎮宅港里二港子，急水溪南岸處。

- 詳細終點：

1. 1966年及1970年：學甲鎮光華里舊頭港，現在的南1-1線叉路（此支線原為本鄉道歷史支線南11-1線）。
2. 1976年：學甲鎮宅港里德安寮，台19線叉路。

- 里程：1.747k（1966年及1970年）、2.210k（1976年）。
- 歷史沿革：

1. 1966年及1970年兩份鄉道資料中，起訖點皆為「急水溪～舊頭港」，里程數相同。
2. 1976年原路線「急水溪～舊頭港」段併入「南8線」中，本編號起訖點及路線改編為「二港子～德安寮」。
3. 1983年本鄉道「二港子～德安寮」再整編於南7線「新芳～德安寮」路線之中，本線宣告廢除。

- 現況：

1. 1966年原路線多已消失難辨，大致由起點「學甲排水」南岸，直線南行沿水圳邊連接至舊頭港，止於現在的南1-1線叉路。
2. 1976年路線目前位於南7線「新芳～德安寮」路線之中，請參見「南7線」條目內資料。

- 南11-1線

- 起訖點：新頭港～謝厝寮（1966年及1970年）
- 詳細起點：學甲鎮光華里新頭港，南1線與南1-1線叉路口。
- 詳細終點：學甲鎮中洲里，將軍溪北岸處的頭前寮（謝厝寮）。
- 里程：3.930k（1966年及1970年）。
- 歷史沿革：

1. 1966年及1970年兩份鄉道資料中，起訖點皆為「新頭港～謝厝寮」，里程數相同。
2. 1976年隨著南11線路線改編，本鄉道支線因此宣告廢除。
3. 1983年年，將本支線舊路線中「新頭港～中洲」段整編為南1線支線南1-1線。

- 現況：「新頭寮～中洲」路段整編為南1-1線；中洲縣道174號以南至頭前寮（謝厝寮）路段解編為一般道路。

- 起訖點：德安寮～學甲
- 詳細起點：學甲鎮宅港里德安寮，「縣道145號」（後整編為台19線）叉路。
- 詳細終點：學甲鎮以西，縣道171號叉路（不確定實際位置）。
- 里程：6.662k
- 現況：1976年後號即已廢除，詳細路線無法確定。大致由德安寮往北後，沿急水溪排水支線學甲排水南側往西走，最後南轉接到縣道171號叉路上；部份路段在今日南7線「新芳～德安寮」終點路段上。

- 起訖點：急水溪～巷口
- 詳細起點：

1. 1966年及1970年：北門鄉頭港里筏子頭，急水溪南岸附近。
2. 1976年：學甲鎮中洲里中洲，縣道174號叉路口。

- 詳細終點：

1. 1966年、1970年及1976年：北門鄉仁和村巷口，南18線叉路口。

- 里程：6.762k（1966年），6.800k（1970年）及3.012k（1976年）。
- 歷史沿革：

1. 1966年及1970年兩份鄉道資料中，起訖點皆為「急水溪～巷口」，惟里程略有調整。
2. 1976年南1線 納編原南17線「急水溪～中洲」路段，成為「北馬～中洲」線，里程數延長，南17線 則路線縮減為「中洲～和港（苓和）」線 ，里程亦減少為 3.012k。
3. 1983年南17線 剩餘「中洲～巷口」路段再被納編於現今南1線路線之中，本鄉道編號也因此宣告廢止。

- 現況：路線尚存，為今南1線「筏子頭～巷口」路段。現今詳細沿線路線概況，請參見「南1線」內資料介紹。

 6.  南96線：
（介紹完原南96線資料後，會加入連結引導至縣道172縣#支線條目）。
 7.  南111線：
 8.  南116線：
 9.  南121線：
10.  南152線：
11.  南高159線：
12.  南161線：
13.  南166線：
14.  南191線：